# UFC 5
UFC 5: The Return  of the Beast var en mixed martial arts-gala arrangerad av Ultimate  Fighting Championship (UFC) i Charlotte i  North Carolina i  USA på Bojangles Coliseum den 7 april 1995.